# Knowl Hill
Knowl Hill är en by i Wokingham distrikt i Berkshire grevskap i England. Byn är belägen 13,2 km 
från Reading. Orten har 908 invånare (2015).